# Raychaudhuriaphis capitata
Raychaudhuriaphis capitata är en insektsart. Raychaudhuriaphis capitata ingår i släktet Raychaudhuriaphis och familjen långrörsbladlöss. Inga underarter finns listade i Catalogue of Life.